# Благосветлов, Григорий Евлампиевич
Григо́рий Евла́мпиевич Благосве́тлов (1 (13) августа 1824, Ставрополь — 7 (19) ноября 1880, Санкт-Петербург) — русский журналист, публицист, автор литературно-критических статей; редактор журналов «Русское слово» и «Дело».

## Биография
Сын полкового священника. Учился в Камышинском, затем в Саратовском духовных училищах, позднее в Саратовской семинарии (1840—1844). Начинал учиться в Медико-хирургической академии в Санкт-Петербурге, но спустя семь месяцев перешёл на юридический факультет Санкт-Петербургского университета (окончил в 1851 году).
В печати дебютировал статьёй «Карамзин как переводчик и ценитель Шекспира» («Северное обозрение», 1849, № 2).
Преподавал русскую словесность в Пажеском корпусе, потом в Павловском институте. В 1856 году, по доносу о его близости с кружком петрашевцев, был отстранён от преподавательской деятельности. В 1857—1860 годах жил в западноевропейских странах. Принимал участие в изданиях А. И. Герцена. Проживая в Лондоне, был учителем дочери Герцена. Для инициированного Герценом издания перевёл с английского языка «Записки» княгини Е. Р. Дашковой (1859).
С 1860 года фактический редактор, затем издатель журнала «Русское слово». В 1862 году «Русское слово», одновременно с «Современником», было закрыто. По возобновлении его издатель Кушелев безвозмездно передал свои издательские права Благосветлову, который привлёк к работе в журнале Д. И. Писарева, В. А. Зайцева, Н. В. Шелгунова. После окончательного закрытия «Русского слова» в 1865 году Благосветлов начал редактировать журнал П. И. Шульгина «Дело», чем он и занимался до самой смерти. Участник организации «Земля и воля». В апреле 1866 арестован, в июне того же года освобожден за отсутствием улик.
По словам Н. В. Шелгунова, прижимистость в отношении авторов и сотрудников Благосветлов сочетал с необычным для редактора радикального журнала образом жизни: «Жил сам в роскошно отделанной квартире, имел карету, лошадей, два каменных дома, купил имение и одно время даже завел лакея-негра... Благосветлов был именно хозяин-буржуа».
Скончался 7 (19) ноября 1880 года в Санкт-Петербурге. Похоронен на Литераторских мостках Волковского кладбища.